# Danh sách đĩa nhạc của One Direction
Danh sách đĩa nhạc của nhóm nhạc nam Anh-Ireland One Direction bao gồm 5 album phòng thu, một đĩa mở rộng, 17 đĩa đơn (gồm 2 đĩa đơn từ thiện), 2 video album và 15 video âm nhạc. Họ ký hợp đồng với Simon Cowell của hãng thu âm Syco Records sau khi được hình thành và giành hạng ba trong cuộc thi The X Factor (mùa giải thứ 7). Sau đó, nhóm đã ký hợp đồng với hãng Columbia Records và có hoạt động rộng rãi tại Bắc Mỹ.
Album đầu tay của nhóm, Up All Night, phát hành vào tháng 11 năm 2011. Album đạt vị trí quán quân tại 16 quốc gia và đây cũng là album đầu tiên ra mắt tại vị trí quán quân trên bảng xếp hạng Billboard 200 của Mỹ bởi một nhóm nhạc Anh, và kỷ lục này đã được ghi nhận vào Sách kỷ lục Guinness. Đĩa đơn đầu tiên trích từ album, "What Makes You Beautiful", trở thành một hit lớn toàn thế giới, quán quân tại bảng xếp hạng UK Singles Chart của Liên hiệp Anh và đạt vị trí thứ tư trên Billboard Hot 100 của Mỹ. Hai đĩa đơn tiếp theo, "Gotta Be You" và "One Thing" đều lọt vào tốp 10 bảng xếp hạng của Liên hiệp Anh. Album thứ hai, Take Me Home được phát hành tháng 11 năm 2012. Album tiêu thụ 540.000 bản trong tuần đầu tiên tại Mỹ cũng như quán quân bảng xếp hạng của 35 quốc gia. Đĩa đơn đầu từ album, "Live While We're Young" là đĩa đơn xếp hạng cao nhất của nhóm tại Mỹ và trở thành bài hát có lượng tiêu thụ trong tuần đầu tiên cao nhất mà không phải bởi một nghệ sĩ người Mỹ. "Little Things" và "Kiss You", hai đĩa đơn tiếp theo, cũng đạt nhiều thành công thương mại.
Album phòng thu thứ ba của nhóm, Midnight Memories, được phát hành vào ngày 25 tháng 11 năm 2013. Hai đĩa đơn đã phát hành từ album là "Best Song Ever" và "Story of My Life". Album tiếp tục trở thành một album thành công của One Direction khi nó có mặt ở vị trí quán quân ngay tuần đầu tiên tại UK Albums Chart và Billboard 200; và điều này đã giúp cho One Direction trở thành nhóm nhạc đầu tiên trong lịch sử có cả ba album đều đạt vị trí cao nhất tại Billboard 200. Với album phòng thu thứ 4, Four họ mở rộng kỷ lục bằng 4 album quán quân liên tiếp. Album Made in the A.M. phát hành đĩa đơn đầu tiên "Drag Me Down". Tháng 10 năm 2015, ban nhạc thông báo đĩa đơn thứ hai từ album: "Perfect". Tính đến tháng 11 năm 2015, ban nhạc đã bán được tổng cộng 20 triệu album trên toàn cầu.

## Album

### Album phòng thu
| Tựa đề            | Chi tiết                                                                                       | Vị trí cao nhất trên bảng xếp hạng | Vị trí cao nhất trên bảng xếp hạng | Vị trí cao nhất trên bảng xếp hạng | Vị trí cao nhất trên bảng xếp hạng | Vị trí cao nhất trên bảng xếp hạng | Vị trí cao nhất trên bảng xếp hạng | Vị trí cao nhất trên bảng xếp hạng | Vị trí cao nhất trên bảng xếp hạng | Vị trí cao nhất trên bảng xếp hạng | Vị trí cao nhất trên bảng xếp hạng | Doanh số                                                    | Chứng nhận |
| Tựa đề            | Chi tiết                                                                                       | L.H. Anh                           | Bỉ                                 | Canada                             | Đan Mạch                           | Hà Lan                             | Ireland                            | Mỹ                                 | New Zealand                        | Thụy Điển                          | Úc                                 | Doanh số                                                    | Chứng nhận |
| ----------------- | ---------------------------------------------------------------------------------------------- | ---------------------------------- | ---------------------------------- | ---------------------------------- | ---------------------------------- | ---------------------------------- | ---------------------------------- | ---------------------------------- | ---------------------------------- | ---------------------------------- | ---------------------------------- | ----------------------------------------------------------- | --- |
| Up All Night      | - Phát hành: 18 tháng 11 năm 2011 - Hãng đĩa: Syco, Columbia - Định dạng: CD, tải nhạc số      | 2                                  | 7                                  | 1                                  | 4                                  | 7                                  | 1                                  | 1                                  | 1                                  | 1                                  | 1                                  | - L.H. Anh: 1,086,434 - Mỹ: 2,050,000 - Thế giới: 5,000,000 | - L.H Anh: 3× Bạch kim - Canada: 3× Bạch kim - Ireland: 3× Bạch kim - Mỹ: 2× Bạch kim - Mỹ: 2× Bạch kim - New Zealand: 3× Bạch kim - Thụy Điển: Bạch kim - Úc: 5× Bạch kim |
| Take Me Home      | - Phát hành: 9 tháng 11 năm 2012 - Hãng đĩa: Syco, Colombia - Định dạng: CD, tải nhạc số       | 1                                  | 1                                  | 1                                  | 1                                  | 1                                  | 1                                  | 1                                  | 1                                  | 1                                  | 1                                  | - L.H. Anh: 960,255 - Mỹ: 2,000,000 - Thế giới: 5,000,000   | - L.H. Anh: 2× Bạch kim - Canada: 2× Bạch kim - Hà Lan: Vàng - Mỹ: Bạch kim - New Zealand: 2× Bạch kim - Thụy Sĩ: Bạch kim - Úc: 2× Bạch kim                               |
| Midnight Memories | - Phát hành: Ngày 25 tháng 11 năm 2013 - Hãng đĩa: Syco, Columbia - Định dạng: CD, tải nhạc số | 1                                  | 1                                  | 1                                  | 1                                  | 2                                  | 1                                  | 1                                  | 2                                  | 1                                  | 1                                  | - L.H. Anh: 828,840 - Mỹ: 1,490,000 - Thế giới: 4,000,000   | - L.H Anh: 2× Bạch kim - Canada: 2× Bạch kim - Ireland: 3× Bạch kim - Mỹ: Bạch kim - New Zealand: Bạch kim - Thụy Điển: Vàng - Úc: 2× Bạch kim                             |
| Four              | - Phát hành: 17 tháng 11 năm 2014 - Hãng đĩa: Syco, Columbia - Định dạng: CD, LP, tải nhạc số  | 1                                  | 1                                  | 1                                  | 1                                  | 1                                  | 1                                  | 1                                  | 1                                  | 1                                  | 1                                  | - Canada: 398,000 - Mỹ: 954,000 - Thế giới: 3,200,000       | - L.H. Anh: 2× Bạch kim - Canada: Bạch kim - Mỹ: Bạch kim - New Zealand: Bạch kim - Thụy Điển: Bạch kim - Úc: 2× Bạch kim                                                  |
| Made in the A.M.  | - Phát hành: 13 tháng 11 năm 2015 - Hãng đĩa: Syco, Columbia - Định dạng: CD, LP, tải nhạc số  | 1                                  | 1                                  | 2                                  | 4                                  | 3                                  | 1                                  | 2                                  | 2                                  | 2                                  | 2                                  | - Thế giới: 2,400,000 - L.H.Anh: 362,000 - Mỹ: 402,000      | - L.H. Anh: Bạch kim - Canada: Bạch kim - Mỹ: Bạch kim - New Zealand: Vàng - Úc: Bạch kim                                                                                  |

### Đĩa mở rộng
| Tên                                   | Chi tiết                                                                            | Vị trí xếp hạng cao nhất | Vị trí xếp hạng cao nhất |
| Tên                                   | Chi tiết                                                                            | Mỹ                       | Pháp                     |
| ------------------------------------- | ----------------------------------------------------------------------------------- | ------------------------ | ------------------------ |
| iTunes Festival: London 2012          | - Phát hành: 20 tháng 9 năm 2012 - Hãng đĩa: Syco Records - Định dạng: Tải nhạc số  | 140                      | —                        |
| Live While We're Young EP             | - Phát hành: 28 tháng 9 năm 2012 - Hãng đĩa: Syco Records - Định dạng: Tải nhạc số  | —                        | 73                       |
| Best Song Ever (from "This Is Us") EP | - Phát hành: 19 tháng 7 năm 2013 - Hãng đĩa: Syco Records - Định dạng: Tải nhạc số  | —                        | —                        |
| Midnight Memories EP                  | - Phát hành: 7 tháng 3 năm 2014 - Hãng đĩa: Syco Records - Định dạng: Tải nhạc số   | —                        | —                        |
| You & I EP                            | - Phát hành: 23 tháng 5 năm 2014 - Hãng đĩa: Syco Records - Định dạng: Tải nhạc số  | —                        | —                        |
| Perfect EP                            | - Phát hành: 22 tháng 10 năm 2015 - Hãng đĩa: Syco Records - Định dạng: Tải nhạc số | —                        | —                        |

### Album video
| Tên                                      | Chi tiết                                                                         | Vị trí xếp hạng cao nhất | Vị trí xếp hạng cao nhất | Vị trí xếp hạng cao nhất | Vị trí xếp hạng cao nhất | Doanh số                                 | Chứng nhận                                                                                            |
| Tên                                      | Chi tiết                                                                         | L.H. Anh                 | Canada                   | Mỹ                       | Úc                       | Doanh số                                 | Chứng nhận                                                                                            |
| ---------------------------------------- | -------------------------------------------------------------------------------- | ------------------------ | ------------------------ | ------------------------ | ------------------------ | ---------------------------------------- | --- |
| Up All Night: The Live Tour              | - Phát hành: 28 tháng 5 năm 2012 - Hãng đĩa: Syco, Columbia - Định dạng: DVD     | 6                        | 1                        | 1                        | 1                        | - L.H. Anh: 61.000 - Thế giới: 1.000.000 | - L.H Anh: 2× Bạch kim - Canada: 6× Bạch kim - Mexico: Kim cương - Mỹ: 2× Bạch kim - Úc: 10× Bạch kim |
| Where We Are: Live From San Siro Stadium | - Phát hành: 1 tháng 12 năm 2014 - Hãng đĩa: Syco, Columbia - Định dạng: DVD, BD | 1                        | —                        | 1                        | 1                        |                                          | - L.H.Anh: 2× Bạch kim - Mexico: Vàng - Mỹ: 2× Bạch kim - Úc: 4× Bạch kim                             |

## Đĩa đơn

### Đĩa đơn
| Tựa đề                                                                         | Năm  | Vị trí cao nhất trên bảng xếp hạng | Vị trí cao nhất trên bảng xếp hạng | Vị trí cao nhất trên bảng xếp hạng | Vị trí cao nhất trên bảng xếp hạng | Vị trí cao nhất trên bảng xếp hạng | Vị trí cao nhất trên bảng xếp hạng | Vị trí cao nhất trên bảng xếp hạng | Vị trí cao nhất trên bảng xếp hạng | Vị trí cao nhất trên bảng xếp hạng | Vị trí cao nhất trên bảng xếp hạng | Chứng nhận | Album                 |
| Tựa đề                                                                         | Năm  | L.H. Anh                           | Bỉ                                 | Canada                             | Đan Mạch                           | Hà Lan                             | Ireland                            | Mỹ                                 | New Zealand                        | Thụy Điển                          | Úc                                 | Chứng nhận | Album                 |
| ------------------------------------------------------------------------------ | ---- | ---------------------------------- | ---------------------------------- | ---------------------------------- | ---------------------------------- | ---------------------------------- | ---------------------------------- | ---------------------------------- | ---------------------------------- | ---------------------------------- | ---------------------------------- | --- | --------------------- |
| "What Makes You Beautiful"                                                     | 2011 | 1                                  | 8                                  | 7                                  | 26                                 | 63                                 | 1                                  | 4                                  | 2                                  | 29                                 | 7                                  | - L.H. Anh: Bạch kim - Bỉ: Vàng - Canada: 5× Bạch kim - Mỹ: 4× Bạch kim - New Zealand: 2× Bạch kim - Thụy Điển: 4× Bạch kim - Úc: 7× Bạch kim | Up All Night          |
| "Gotta Be You"                                                                 | 2011 | 3                                  | —                                  | —                                  | —                                  | —                                  | 3                                  | —A                                 | —                                  | —                                  | —                                  | - Úc: Vàng | Up All Night          |
| "One Thing"                                                                    | 2012 | 9                                  | 37                                 | 17                                 | —                                  | 72                                 | 6                                  | 39                                 | 16                                 | —                                  | 3                                  | - L.H. Anh: Bạc - Canada: 2× Bạch kim - Mỹ: Bạch kim - New Zealand: Vàng - Úc: 4× Bạch kim                                                    | Up All Night          |
| "More than This"                                                               | 2012 | 86                                 | —                                  | —                                  | —                                  | —                                  | 39                                 | —                                  | —                                  | —                                  | 49                                 | - Úc: Vàng | Up All Night          |
| "Live While We're Young"                                                       | 2012 | 3                                  | 7                                  | 2                                  | 4                                  | 3                                  | 1                                  | 3                                  | 1                                  | 23                                 | 2                                  | - L.H. Anh: Bạc - Canada: Bạch kim - Mỹ: Bạch kim - New Zealand: Bạch kim - Úc: 2× Bạch kim                                                   | Take Me Home          |
| "Little Things"                                                                | 2012 | 1                                  | 30                                 | 20                                 | 23                                 | —                                  | 2                                  | 33                                 | 2                                  | 27                                 | 9                                  | - L.H. Anh: Vàng - Canada: Bạch kim - Mỹ: Bạch kim - New Zealand: Vàng - Úc: 3× Bạch kim                                                      | Take Me Home          |
| "Kiss You"                                                                     | 2013 | 9                                  | 30                                 | 30                                 | 24                                 | 30                                 | 7                                  | 46                                 | 13                                 | 50                                 | 13                                 | - L.H. Anh: Vàng - Canada: Bạch kim - Mỹ: Vàng - New Zealand: Vàng - Úc: Bạch kim                                                             | Take Me Home          |
| "One Way or Another (Teenage Kicks)"                                           | 2013 | 1                                  | 5                                  | 9                                  | 1                                  | 1                                  | 1                                  | 13                                 | 3                                  | 28                                 | 3                                  | - L.H. Anh: Vàng - Bỉ: Vàng - Mỹ: Vàng - New Zealand: Vàng - Úc: 2× Bạch kim                                                                  | Không thuộc album nào |
| "Best Song Ever"                                                               | 2013 | 2                                  | 12                                 | 2                                  | 2                                  | 5                                  | 2                                  | 2                                  | 3                                  | 22                                 | 4                                  | - L.H. Anh: Vàng - Mỹ: Bạch kim - New Zealand: Vàng - Úc: Bạch kim                                                                            | Midnight Memories     |
| "Story of My Life"                                                             | 2013 | 2                                  | 3                                  | 3                                  | 1                                  | 3                                  | 1                                  | 6                                  | 1                                  | 8                                  | 3                                  | - L.H. Anh: Bạch kim - Canada: 2× Bạch kim - Mỹ: 3× Bạch kim - New Zealand: Bạch kim - Úc: 2× Bạch kim                                        | Midnight Memories     |
| "Midnight Memories"                                                            | 2014 | 39                                 | 4                                  | 35                                 | 2                                  | 5                                  | 3                                  | 12                                 | 3                                  | —                                  | 45                                 | | Midnight Memories     |
| "You & I"                                                                      | 2014 | 19                                 | 17                                 | 78                                 | 38                                 | 32                                 | 7                                  | 68                                 | 22                                 | 21                                 | 23                                 | | Midnight Memories     |
| "Steal My Girl"                                                                | 2014 | 3                                  | 15                                 | 16                                 | 1                                  | 31                                 | 3                                  | 13                                 | 9                                  | 18                                 | 9                                  | - L.H. Anh: Vàng - Canada: Bạch kim - Mỹ: Vàng - New Zealand: Vàng - Úc: Bạch kim                                                             | Four                  |
| "Night Changes"                                                                | 2014 | 7                                  | 51                                 | 20                                 | —                                  | 76                                 | 13                                 | 31                                 | 11                                 | 40                                 | 33                                 | - L.H. Anh: Bạc - Canada: Vàng - Mỹ: Bạch kim - New Zealand: Vàng - Úc: Vàng                                                                  | Four                  |
| "Drag Me Down"                                                                 | 2015 | 1                                  | 5                                  | 4                                  | 5                                  | 5                                  | 1                                  | 3                                  | 1                                  | 6                                  | 1                                  | - L.H. Anh: Vàng - Canada: Vàng - New Zealand: Vàng - Úc: Bạch kim                                                                            | Made in the A.M.      |
| "Perfect"                                                                      | 2015 | 2                                  | 9                                  | 13                                 | 25                                 | 28                                 | 1                                  | 10                                 | 7                                  | 12                                 | 4                                  | - L.H. Anh: Vàng - New Zealand: Bạch kim - Úc: 2× Bạch kim                                                                                    | Made in the A.M.      |
| "History"                                                                      | 2015 | 6                                  | 44                                 | 46                                 | —                                  | 72                                 | 8                                  | 65                                 | 14                                 | 63                                 | 25                                 | - L.H. Anh: Vàng - New Zealand: Bạch kim - Úc: Bạch kim                                                                                       | Made in the A.M.      |
| "—" bài hát không lọt được vào bảng xếp hạng hoặc không được phát hành tại đó. |      |                                    |                                    |                                    |                                    |                                    |                                    |                                    |                                    |                                    |                                    | |                       |

### Đĩa đơn từ thiện
| Tên                                                                            | Năm  | Vị trí xếp hạng cao nhất | Vị trí xếp hạng cao nhất | Vị trí xếp hạng cao nhất | Vị trí xếp hạng cao nhất | Vị trí xếp hạng cao nhất | Vị trí xếp hạng cao nhất | Vị trí xếp hạng cao nhất | Vị trí xếp hạng cao nhất | Vị trí xếp hạng cao nhất | Tổ chức từ thiện         | Đối tượng giúp đỡ                 |
| Tên                                                                            | Năm  | L.H. Anh                 | Bỉ                       | Canada                   | Đan Mạch                 | Hà Lan                   | Ireland                  | Mỹ                       | New Zealand              | Úc                       | Tổ chức từ thiện         | Đối tượng giúp đỡ                 |
| ------------------------------------------------------------------------------ | ---- | ------------------------ | ------------------------ | ------------------------ | ------------------------ | ------------------------ | ------------------------ | ------------------------ | ------------------------ | ------------------------ | ------------------------ | --------------------------------- |
| "Heroes" (với các nghệ sĩ chung kết The X Factor 2010)                         | 2010 | 1                        | —                        | —                        | —                        | —                        | 1                        | —                        | —                        | —                        | Help for Heroes          | Quân nhân bị thương               |
| "Wishing on a Star" (với các nghệ sĩ chung kết The X Factor 2011 và JLS)       | 2011 | 1                        | —                        | —                        | —                        | —                        | 1                        | —                        | —                        | —                        | Together for Short Lives | Trẻ em                            |
| "God Only Knows" (với BBC Music and Friends)                                   | 2014 | 20                       | —                        | —                        | —                        | —                        | 77                       | —                        | —                        | —                        | Children in Need         | Trẻ em                            |
| "Do They Know It's Christmas?" (với Band Aid 30)                               | 2014 | 1                        | 1                        | 8                        | 35                       | 4                        | 1                        | 63                       | 2                        | 3                        |                          | Nạn nhân của dịch bệnh Ebola 2014 |
| "—" bài hát không lọt được vào bảng xếp hạng hoặc không được phát hành tại đó. |      |                          |                          |                          |                          |                          |                          |                          |                          |                          |                          |                                   |

### Đĩa đơn quảng bá
| Tên                                                                            | Năm  | Vị trí xếp hạng cao nhất | Vị trí xếp hạng cao nhất | Vị trí xếp hạng cao nhất | Vị trí xếp hạng cao nhất | Vị trí xếp hạng cao nhất | Vị trí xếp hạng cao nhất | Vị trí xếp hạng cao nhất | Vị trí xếp hạng cao nhất | Vị trí xếp hạng cao nhất | Vị trí xếp hạng cao nhất | Album             |
| Tên                                                                            | Năm  | L.H. Anh                 | Bỉ                       | Canada                   | Đan Mạch                 | Ireland                  | Hà Lan                   | New Zealand              | Thụy Điển                | Mỹ                       | Úc                       | Album             |
| ------------------------------------------------------------------------------ | ---- | ------------------------ | ------------------------ | ------------------------ | ------------------------ | ------------------------ | ------------------------ | ------------------------ | ------------------------ | ------------------------ | ------------------------ | ----------------- |
| "Diana"                                                                        | 2013 | 58                       | 3                        | 23                       | 1                        | 2                        | 3                        | 2                        | 55                       | 11                       | —[L]                     | Midnight Memories |
| "Strong"                                                                       | 2013 | 48                       | 6                        | 44                       | 3                        | 22                       | 4                        | 1                        | 58                       | 87                       | —                        | Midnight Memories |
| "Ready to Run"                                                                 | 2014 | 44                       | —                        | 60                       | 10                       | —                        | —                        | 29                       | 58                       | 77                       | —                        | Four              |
| "Where Do Broken Hearts Go"                                                    | 2014 | 47                       | —                        | 90                       | —                        | 69                       | —                        | —                        | —                        | 88                       | —                        | Four              |
| "18"                                                                           | 2014 | 45                       | —                        | 84                       | —                        | 84                       | —                        | —                        | 46                       | 87                       | —                        | Four              |
| "Girl Almighty"                                                                | 2014 | 65                       | —                        | —                        | —                        | —                        | —                        | —                        | —                        | —                        | —                        | Four              |
| "Fool's Gold"                                                                  | 2014 | 74                       | —                        | —                        | —                        | —                        | —                        | —                        | —                        | —                        | —                        | Four              |
| "Infinity"                                                                     | 2015 | 36                       | —                        | 40                       | —                        | 38                       | 59                       | 28                       | 42                       | 54                       | 22                       | Made in the A.M.  |
| "Home"                                                                         | 2015 | 96                       | 37                       | —                        | —                        | 84                       | —                        | —                        | —                        | 74                       | 48                       | Perfect EP        |
| "End of the Day"                                                               | 2015 | 73                       | —                        | 67                       | —                        | 41                       | 96                       | —[B]                     | 59                       | —[O]                     | 58                       | Made in the A.M.  |
| "Love You Goodbye"                                                             | 2015 | 78                       | —                        | 80                       | —                        | 45                       | —                        | —                        | 71                       | —[P]                     | 75                       | Made in the A.M.  |
| "What a Feeling"                                                               | 2015 | 90                       | —                        | —                        | —                        | 59                       | 94                       | —                        | 74                       | —[Q]                     | 77                       | Made in the A.M.  |
| "—" bài hát không lọt được vào bảng xếp hạng hoặc không được phát hành tại đó. |      |                          |                          |                          |                          |                          |                          |                          |                          |                          |                          |                   |

## Bài hát xếp hạng khác
| Tên                                                                             | Năm  | Vị trí xếp hạng | Vị trí xếp hạng | Vị trí xếp hạng | Vị trí xếp hạng | Vị trí xếp hạng | Vị trí xếp hạng | Vị trí xếp hạng | Vị trí xếp hạng | Vị trí xếp hạng | Album             |
| Tên                                                                             | Năm  | L.H. Anh        | Bỉ              | Canada          | Hà Lan          | Ireland         | Mỹ              | New Zealand     | Thụy Điển       | Úc              | Album             |
| ------------------------------------------------------------------------------- | ---- | --------------- | --------------- | --------------- | --------------- | --------------- | --------------- | --------------- | --------------- | --------------- | ----------------- |
| "Na Na Na"                                                                      | 2011 | —               | —               | —               | —               | 27              | —               | —               | —               | 86              | Up All Night      |
| "Another World"                                                                 | 2011 | 85              | —               | —               | —               | —               | —               | —               | —               | 66              | Up All Night      |
| "Moments"                                                                       | 2011 | 118             | —               | 87              | —               | —               | —               | —               | —               | 60              | Up All Night      |
| "Stand Up"                                                                      | 2011 | —               | —               | —               | —               | —               | —               | —               | —               | 80              | Up All Night      |
| "Up All Night"                                                                  | 2011 | —               | —               | —               | —               | —               | —[C]            | —               | —               | —               | Up All Night      |
| "I Should Have Kissed You"                                                      | 2012 | 55              | —               | —               | —               | —               | —               | 27              | —               | 71              | Up All Night      |
| "Nobody Compares"                                                               | 2012 | 174             | —               | 79              | —               | —               | —[D]            | —               | —               | —               | Take Me Home      |
| "She's Not Afraid"                                                              | 2012 | 171             | —               | 89              | —               | —               | —[E]            | —               | —               | —               | Take Me Home      |
| "Still the One"                                                                 | 2012 | 197             | —               | 97              | —               | —               | —[F]            | —               | —               | —               | Take Me Home      |
| "Heart Attack"                                                                  | 2012 | —               | —               | 100             | —               | —               | —[G]            | —               | —               | —               | Take Me Home      |
| "Rock Me"                                                                       | 2012 | —               | —               | —               | —               | —               | 98              | —               | —               | —               | Take Me Home      |
| "They Don't Know About Us"                                                      | 2012 | —               | —               | —               | —               | —               | —[H]            | —               | —               | —               | Take Me Home      |
| "Last First Kiss"                                                               | 2012 | —               | —               | —               | —               | —               | —[I]            | —               | —               | —               | Take Me Home      |
| "Loved You First"                                                               | 2012 | —               | —               | —               | —               | —               | —[J]            | —               | —               | —               | Take Me Home      |
| "I Would"                                                                       | 2012 | —               | —               | —               | —               | —               | —[K]            | —               | —               | —               | Take Me Home      |
| "C'mon, C'mon"                                                                  | 2012 | —               | —               | —               | —               | —               | —[L]            | —               | —               | —               | Take Me Home      |
| "Don't Forget Where You Belong"                                                 | 2013 | 21              | 26              | —               | 31              | 51              | —               | —               | —               | —               | Midnight Memories |
| "Half a Heart"                                                                  | 2013 | 108             | —               | —               | —               | 82              | —               | —               | —               | —               | Midnight Memories |
| "Alive"                                                                         | 2013 | 150             | —               | —               | —               | —               | —               | —               | —               | —               | Midnight Memories |
| "Better Than Words"                                                             | 2013 | 185             | —               | —               | —               | —               | —               | —               | —               | —               | Midnight Memories |
| "Does He Know?"                                                                 | 2013 | 130             | —               | —               | —               | —               | —               | —               | —               | —               | Midnight Memories |
| "Happily"                                                                       | 2013 | 120             | —               | —               | —               | —               | —               | —               | 35              | —               | Midnight Memories |
| "Little Black Dress"                                                            | 2013 | 177             | —               | —               | —               | —               | —               | —               | —               | —               | Midnight Memories |
| "Little White Lies"                                                             | 2013 | 149             | —               | —               | —               | —               | —               | —               | —               | —               | Midnight Memories |
| "Right Now"                                                                     | 2013 | 173             | —               | —               | —               | —               | —               | —               | —               | —               | Midnight Memories |
| "Through the Dark"                                                              | 2013 | 175             | —               | —               | —               | —               | —               | —               | —               | —               | Midnight Memories |
| "Why Don't We Go There"                                                         | 2013 | 156             | —               | —               | —               | —               | —               | —               | —               | —               | Midnight Memories |
| "Fireproof"                                                                     | 2014 | 92              | —               | —               | —               | —               | —               | —               | —               | —               | Four              |
| "Stockholm Syndrome"                                                            | 2014 | 107             | —               | —               | —               | —               | 99              | —               | 31              | —               | Four              |
| "Change Your Ticket"                                                            | 2014 | 149             | —               | —               | —               | —               | —               | —               | —               | —               | Four              |
| "Clouds"                                                                        | 2014 | 183             | —               | —               | —               | —               | —               | —               | —               | —               | Four              |
| "Illusion"                                                                      | 2014 | 181             | —               | —               | —               | —               | —               | —               | —               | —               | Four              |
| "No Control"                                                                    | 2014 | 135             | —               | —               | —               | —               | —               | —               | —               | —               | Four              |
| "Once in a Lifetime"                                                            | 2014 | 170             | —               | —               | —               | —               | —               | —               | —               | —               | Four              |
| "Spaces"                                                                        | 2014 | 160             | —               | —               | —               | —               | —               | —               | —               | —               | Four              |
| "Act My Age"                                                                    | 2014 | 140             | —               | —               | —               | —               | —               | —               | —               | —               | Four              |
| "If I Could Fly"                                                                | 2015 | 79              | —               | 70              | 89              | 53              | 83              | —               | 58              | —               | Made in the A.M.  |
| "Olivia"                                                                        | 2015 | 72              | —               | 84              | —               | 55              | 87              | —               | 76              | —               | Made in the A.M.  |
| "A.M."                                                                          | 2015 | 83              | —               | 81              | —               | 62              | 94              | —               | 78              | —               | Made in the A.M.  |
| "Never Enough"                                                                  | 2015 | 89              | —               | 100             | —               | 65              | 100             | —               | 89              | —               | Made in the A.M.  |
| "Temporary Fix"                                                                 | 2015 | 86              | —               | —               | —               | 69              | 96              | —               | 96              | —               | Made in the A.M.  |
| "Hey Angel"                                                                     | 2015 | 96              | —               | 98              | —               | 76              | —[R]            | —               | 99              | —               | Made in the A.M.  |
| "I Want to Write You a Song"                                                    | 2015 | 103             | —               | 97              | —               | 77              | —[S]            | —               | 94              | —               | Made in the A.M.  |
| "Wolves"                                                                        | 2015 | 99              | —               | —               | —               | 78              | —[T]            | —               | —               | —               | Made in the A.M.  |
| "Walking in the Wind"                                                           | 2015 | 104             | —               | —               | —               | 79              | —[U]            | —               | —               | —               | Made in the A.M.  |
| "Long Way Down"                                                                 | 2015 | 106             | —               | —               | —               | 99              | —[V]            | —               | —               | —               | Made in the A.M.  |
| "—" Bài hát không có mặt trên bảng xếp hạng hoặc không phát hành ở quốc gia đó. |      |                 |                 |                 |                 |                 |                 |                 |                 |                 |                   |

## Video âm nhạc
| Tên                                                                      | Năm  | Đạo diễn           |
| ------------------------------------------------------------------------ | ---- | ------------------ |
| "Heroes" (với các nghệ sĩ chung kết The X Factor 2010)                   | 2010 | Không biết         |
| "What Makes You Beautiful"                                               | 2011 | John Urbano        |
| "Gotta Be You"                                                           | 2011 | John Urbano        |
| "Wishing on a Star" (với các nghệ sĩ chung kết The X Factor 2010 và JLS) | 2011 | Không biết         |
| "One Thing"                                                              | 2012 | Declan Whitebloom  |
| "Live While We're Young"                                                 | 2012 | Vaughan Arnell     |
| "Little Things"                                                          | 2012 | Vaughan Arnell     |
| "Kiss You"                                                               | 2013 | Vaughan Arnell     |
| "One Way or Another (Teenage Kicks)"                                     | 2013 | One Direction      |
| "Best Song Ever"                                                         | 2013 | Ben Winston        |
| "Story of My Life"                                                       | 2013 | Ben Winston        |
| "Midnight Memories"                                                      | 2014 | Ben Winston        |
| "You & I"                                                                | 2014 | Ben Winston        |
| "Steal My Girl"                                                          | 2014 | Ben và Gabe Turner |
| "Night Changes"                                                          | 2014 | Ben Winston        |
| "Drag Me Down"                                                           | 2015 | Ben và Gabe Turner |
| "Perfect"                                                                | 2015 | Sophie Müller      |
| "History"                                                                | 2016 | Ben Winston        |